# Cieszeniewo
Cieszeniewo [t͡ɕɛʂɛˈɲɛvɔ] (tiếng Đức: Ziezeneff) là một ngôi làng thuộc khu hành chính của Gmina widwin, thuộc quận Świdwin, West Pomeranian Voivodeship, ở phía tây bắc Ba Lan. Nó nằm khoảng 10 kilômét (6 mi) về phía đông của winwidwin và 96 km (60 mi)về phía đông bắc của thủ đô khu vực Szczecin.
Trước năm 1945, khu vực này là một phần của Đức. Đối với lịch sử của khu vực, xem Lịch sử của Pomerania.
Làng có dân số 220.

## Cư dân đáng chú ý
- Ernst von Rüchel (1754 Từ1823), tướng Phổ